# Poecilimon amissus
Poecilimon amissus är en insektsart som beskrevs av Brunner von Wattenwyl 1878. Poecilimon amissus ingår i släktet Poecilimon och familjen vårtbitare. Inga underarter finns listade i Catalogue of Life.